# Finiko
Finiko (Финико) — российская финансовая пирамида, по предварительным оценкам сумма инвестиций достигает 7 млрд рублей.

## История
Компания зародилась летом 2019 года в Татарстане. Основатели компании — жители Казани Кирилл Доронин (публичный представитель бренда, серийный предприниматель. Был учредителем около 20 компаний), Зыгмунт Зыгмунтович, Марат Сабиров и Эдвард Сабиров. Позднее сооснователи стали утверждать, что все идеи исходили от Доронина, а они лишь выполняли их и контролировали. Кроме того, «Finiko» была лишь торговой маркой, а не зарегистрированным юридическим лицом.
Финико позиционировала себя как «система автоматической генерации прибыли», суть всех продуктов которой сводится к одному: сервис берёт у клиента деньги, вкладывает их на бирже и получает прибыль, которой щедро делится с клиентом. Вкладчикам предлагали инвестиционные продукты, основанные на диверсификации доходов на нескольких финансовых рынках мира, в том числе Московской бирже, Чикагской товарной бирже и нескольких криптобиржах. Фирма утверждала, что помогает закрыть этими деньгами кредит, купить машину или квартиру за 35 % стоимости и просто заработать. В рекламных предложениях говорилось о 30 % годовых и даже о 5 % в день.
Компания предлагала три инвестиционные программы на выбор:
- приём от тысячи долларов в биткоинах, обещанный доход должен был составлять 20-30 % в месяц (в дальнейшем сумма входа выросла в несколько раз),
- возможность закрытие за десять месяцев «любой задолженности, кредита, ипотеки» клиента за 35 % от суммы долга, перечисленной на счёт компании,
- возможность купить недвижимость или автомобиль за 35 % от их стоимости и стать собственником через 120 дней после перевода денег.

Для начала работы клиенты должны были купить за биткоин или токен Tether внутреннюю валюту компании — цифроны, курс которых определяла сама компания. Кроме того, чтобы активировать свой депозит, клиентам нужно было купить ещё один внутренний продукт — индекс CTI стоимостью в тысячу долларов.
1 декабря 2020 года компания Finiko выпустила собственную криптовалюту FNK, которая появилась на криптовалютных биржах. Сперва покупка криптовалюты была добровольной, но в июне 2021 года основатель компании Кирилл Доронин объявил, что Finiko переходит на расчёты с пользователями только в FNK, а «цифроны» останутся единицей измерения внутри платформы. После этого стоимость FNK выросла с чуть более 25 долларов до 217 долларов, но затем курс начал снижаться и 26 июля за один FNK предлагали около 50 центов.
После скачка курса криптовалюты компания Finiko остановила выплаты клиентам. А 16 июля Кирилл Доронин во время прямого эфира в инстаграме заявил, что уже две недели не может связаться с другими основателями проекта. Доронин назвал себя скромной «говорящей головой», а остальных основателей — людьми, которые принимают решения. «Для меня это выглядит так, что меня, по сути, выперли из компании. Так я это трактую», — говорил он. Доронин пообещал обратиться в правоохранительные органы с заявлением на своих партнёров. В ответ Эдвард и Марат Сабировы, а также Зыгмунт Зыгмунтовичь заявили, что считают себя обманутыми, а Доронина якобы ограбили на 50 миллионов долларов средств вкладчиков.

## Вмешательство Центробанка и правоохранительных органов
В декабре 2020 года прошли первые обыски главного офиса Финико в Казани.
Центральный банк выявил признаки финансовой пирамиды и обнародовал информацию на своём сайте в июне 2021.
В конце июля 2021 года один из основателей Finiko Кирилл Доронин был задержан в Казани. Подозреваемому вменяют статью 172.2 УК РФ «Организация деятельности по привлечению денежных средств». По информации телеканала РЕН ТВ, в правоохранительные органы поступило около 20 заявлений от потерпевших. Как выяснилось, Доронин ещё в 2014 году создавал финансовую пирамиду «Эскалат», которая аналогично рухнула. Доронин на допросе заявил, что ответственными за пропажу денежных средств являются Зыгмунт Зыгмунтович, Марат и Эдуард Сабировы, которые имели доступ к криптовалютным активам.
В июле уголовное дело против Finiko возбудили и в Казахстане по статье о создании финансовой пирамиды и руководстве ею. Прокуратура Алматы, ведущая дело, сообщила, что всего клиентами Finiko были 165 тысяч человек.
В августе 2021 года было получено более 650 заявлений от пострадавших вкладчиков из Самарской, Тюменской, Новосибирской, Иркутской, Челябинской областей, Краснодарского, Приморского и Красноярского краёв.
6 сентября 2021 был задержан в Татарстане и помещён в СИЗО Ильгиз Шакиров, привлекший в пирамиду более 100 тысяч вкладчиков, получив за это статус «вице-президента» Finiko.
К сентябрю МВД России получило 3300 заявлений от жителей России и иностранцев, пострадавших из-за деятельности финансовой пирамиды Finiko на более чем миллиард рублей.